# سارا أحمد
سارا أحمد (بالإنجليزية: Sara Ahmed)‏ هي كاتِبة بريطانية، ولدت في 30 أغسطس 1969 في سالفورد ‏ في المملكة المتحدة.